# Bromelia charlesii
Bromelia charlesii är en gräsväxtart som beskrevs av P.J.Braun, Esteves och Scharf. Bromelia charlesii ingår i släktet Bromelia och familjen Bromeliaceae. Inga underarter finns listade i Catalogue of Life.